# Areca costulata
Areca costulata är en enhjärtbladig växtart som beskrevs av Odoardo Beccari. Areca costulata ingår i släktet Areca och familjen Arecaceae. Inga underarter finns listade i Catalogue of Life.